# Курово-Парцеле
Курово-Парцеле — деревня в гмине Барухово Влоцлавского повета Куявско-Поморского воеводства в центральной части севера Польши.